# Сильфия пронзённолистная
Сильфия пронзённолистная (лат. Silphium perfoliatum) — растение семейства астровых, трибы Подсолнечниковые рода Silphium. Кормовое, медоносное и декоративное растение.

## Ботаническое описание
Многолетнее растение с прямыми, четырёхгранными, ветвистыми в верхней части, полыми, светло-зелёными стеблями. Высота растения при выращивании на севере достигает 180—250, а на юге 350—400 см. Корневая система мощная, состоит из главного корня и многочисленных побегов. Соцветие сложное, состоит из многоярусных ветвей. Отдельные соцветия — корзинки с ярко-жёлтыми лепестками, 3—4 см в диаметре. На каждом стебле образуется до 50—60 корзинок которые расположены в верхней части растения. Плоды удлинённо-сердцевидные, сплюснутые, коричневые семянки, около 10—12 мм длиной. Масса 1000 семянок 18—20 грамм.
Цветёт с конца июля до октября. Нектароносная ткань ярко-жёлтого цвета слегка погружена в углубления на верхушке завязи, которое также выставлено нектароносной тканью. Нектарник невысокий сверху почти плоский: боковые стенки слегка волнистые. Нектар собирается в углублении завязи.
Продолжительность жизни на одном месте до 50 лет.

## Распространение
Происходит из центральной части Северное Америки, где обитает во влажных местах высокотравных прерий. Произрастает в континентальном климате, но с достаточным увлажнением. Встречается на плодородных почвах долин и рек, по берегам озер, лощин. Растение обладает различной пластичностью и может выращиваться в различных почвенно климатических условиях. Может произрастать в Республике Коми, Алма-Ате, Ташкенте, Сибири, Прибалтике, на Сахалине.
В Европу завезена в XVIII в. В России интродуцирована в 60-х годах XX века.

## Экология
Размножается семенами и отрезками корневищ. Семена сохраняют всхожесть 2—3 года. Всходы появляются при 8—10 °С, более дружно при 12 °С. Растение зимостойкое. Выдерживает заморозки до −5 °С. Листья отмирают при −7 °С. Оптимальная температура для произрастания 10—15 °С. Растение озимого типа развития. При недостатке света растение сильно угнетается. Полного развития достигает на 3—4 год. Вегетационный период на севере длится около 150 дней, на юге Украины около 210 дней, в степной зоне около 160 дней. Период цветения и созревания семян растянуто из-за постепенного формирования новых соцветий в пазухах верхних ветвей и их раскрытием.
Влаголюбивое растение — переносит 10—15 -дневное затопление. При недостатке влаги замедляет рост. По сравнению с другими культурами наиболее чувствительно реагирует на почвенную и воздушную засуху.
Хорошо растёт на плодородных почвах, обеспеченных влагой, а также на тяжёлых с близким залеганием грунтовых вод. Хорошо отзывается на внесение удобрений и известкование. По опытам Московской сельскохозяйственной академии внесение азота, фосфора и калия до посева и в качестве подкормки увеличило урожайность зелёной массы на 50—60 % по сравнению с контролем.
В период цветения в Нечернозёмной зоне поражается серой гнилью. Повреждается гусеницами картофельной и обыкновенной совки, рапсовым цветоедом и трипсами.

## Значение и применение

### В пчеловодстве

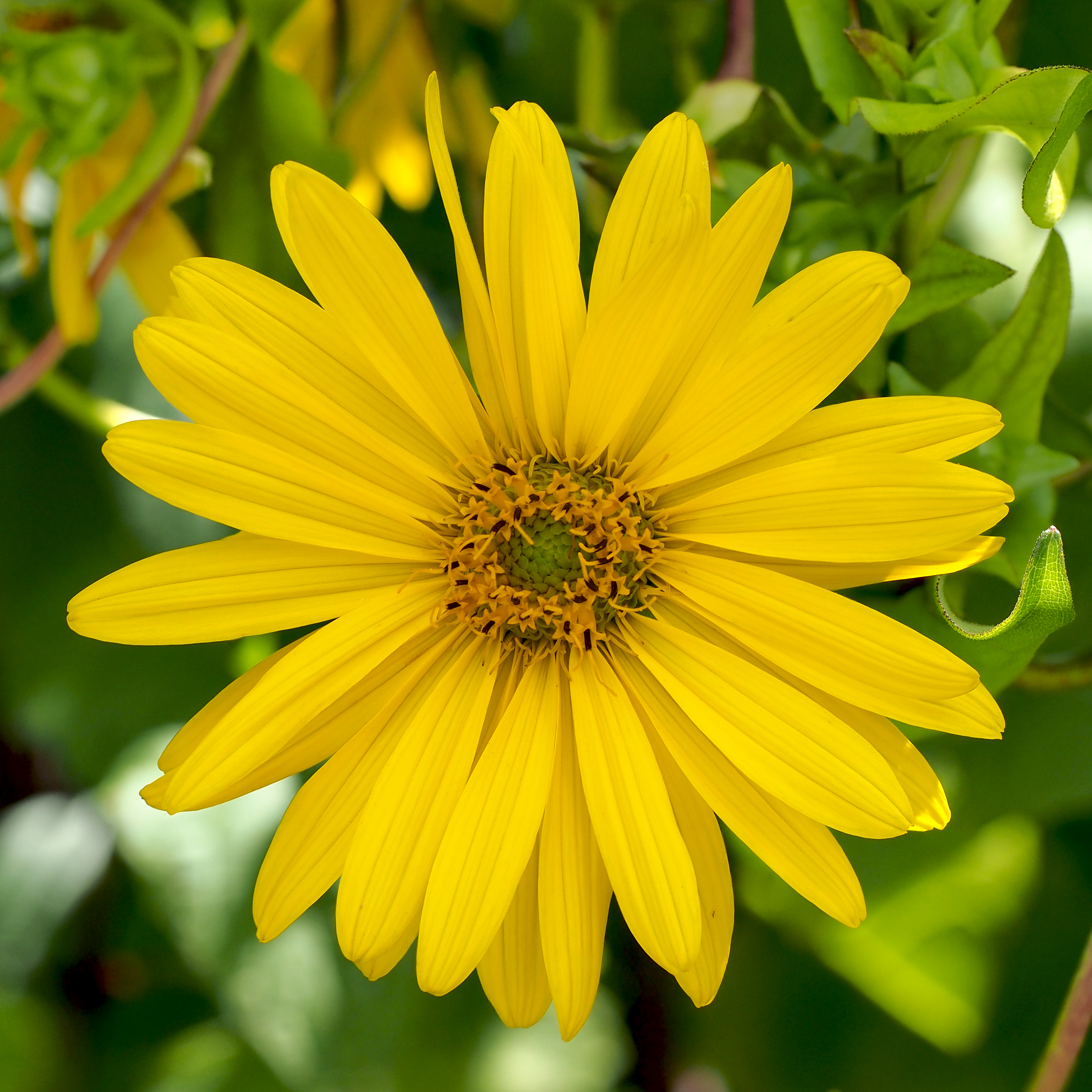
Цветок сильфии пронзённолистной

Ценный медонос. В 1964 году в условиях Черновицкой области результаты анализов установили, что в среднем за сутки один цветок выделяет 0,351 мг сахара. На одном растении развивается 1,5—2 тысячи цветков. Продуктивность мёда условно чистыми насаждениями при средней густоте травостоя (23 растения на 1 м²) составляет около 150 кг/га сахара. Определяя продуктивность мёда при более редком травостое, сотрудники Украинской сельскохозяйственной академии установили продуктивность мёда в 96 кг/га сахара . В условиях Ленинградской области варьируется от 103,6 до 120,4 кг/га. По другим данным без указания региона произрастания продуктивность нектара может достигать 556 кг/га.
Продолжительность цветения составляет 60—70 дней. Максимальное цветение при 18—25 °С и относительной влажности 70—80 %. Продолжительность жизни одного цветка более 3 суток. В течение суток венчик не закрывается. С помощью подкашивания весной в разные сроки можно создавать медоносный конвейер с непрерывным цветением в течение всего лета. Мёд длительное время не кристаллизуется, что позволяет его использовать для зимовки пчёл. Помимо нектара позволяет собирать пчёлам пергу.

### Кормовое значение
Отличается высокой урожайностью зелёной массы и периодом использования до 10 и более лет. Растение можно использовать на травяную муку. Содержит повышенное количество, протеина, каротина и минеральных веществ. В листьях количество белка достигает 25—30, в стеблях 12—14 %. Коэффициент переваримости в зелёной массе протеина 50, клетчатки 59, БЭВ 77. Также зелёная масса содержит 25—47 мг/кг каротина и 126—133 мг/кг аскорбиновой кислоты, которой во втором укосе больше. Протеин характеризуется высоким содержанием аминокислот: лизина, валина, лейцина, аргинина, метионина. 
На 100 кг приходится 12—15 кормовых единиц и 1,8—2,3 кг переваримого протеина. На 1 кормовую единицу приходится 140—160 грамм переваримого протеина.
Зелёная масса хорошо силосуется в чистом виде и в смеси в другими травами. Переваримость питательных веществ в силосе выше, чем в зелёной массе. Коэффициент переваримости силоса протеина 83, клетчатки 67, БЭВ 82.

### Прочее
Как лекарственное растение используется в народной медицине при насморке, ревматизме и невралгии.